# Liste der Flughäfen in Bhutan

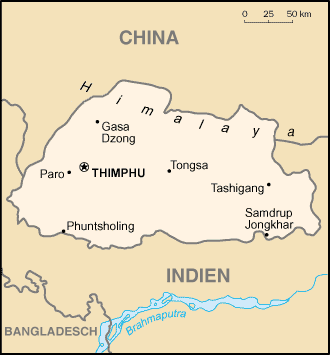
Karte von Bhutan

Dies ist eine Übersicht aller Flughäfen in Bhutan.
Derzeit gibt es in Bhutan vier Flughäfen, von denen (Stand Oktober 2023) drei im Linienverkehr bedient werden.
| Stadt      | ICAO-Code | IATA-Code | Name des Flughafens                |
| ---------- | --------- | --------- | ---------------------------------- |
| Gelephu    | GLU       | VQGP      | Flughafen Gelephu                  |
| Jakar      | BUT       | VQBT      | Flughafen Bathpalathang (Bumthang) |
| Paro       | PBH       | VQPR      | Flughafen Paro                     |
| Trashigang | YON       | VQTY      | Flughafen Yongphulla (Yongphula)   |

Nur der Flughafen Paro der bhutanischen Hauptstadt hat internationale Flugverbindungen. Der Flughafen Gelephu – der momentan nicht im Liniendienst angeflogen wird – erhielt im September 2023 die Aufwertung zum internationalen Flughafen.